# Listers domsagas valkrets
Listers domsagas valkrets var vid riksdagsvalen till andra kammaren 1866–1908 en egen valkrets med ett mandat. Valkretsen avskaffades vid övergången till proportionellt valsystem i valet 1911, då den uppgick i Blekinge läns valkrets.

## Riksdagsmän
- Ola Månsson, lmp (1867–1884)
- Nils Jönsson, lmp 1885–1887, nya lmp 1888–1894, lmp 1895–1908 (1885–1908)
- John Jönsson, lmp (1909–1911)

## Valresultat

### 1896
| Andrakammarvalet i Sverige 1896: Listers domsagas valkrets | Andrakammarvalet i Sverige 1896: Listers domsagas valkrets | Andrakammarvalet i Sverige 1896: Listers domsagas valkrets | Andrakammarvalet i Sverige 1896: Listers domsagas valkrets | Andrakammarvalet i Sverige 1896: Listers domsagas valkrets |
| Kandidat                                                   | Kandidat                                                   | Röster                                                     | Röster                                                     | Röster                                                     |
| Kandidat                                                   | Kandidat                                                   | Antal                                                      | %                                                          | +− %                                                       |
| ---------------------------------------------------------- | ---------------------------------------------------------- | ---------------------------------------------------------- | ---------------------------------------------------------- | ---------------------------------------------------------- |
|                                                            | Nils Jönsson                                               | 335                                                        | 81,7                                                       |                                                            |
|                                                            | B. Persson i Stiby (fp)                                    | 49                                                         | 12,0                                                       |                                                            |
|                                                            | Övriga kandidater                                          | 26                                                         | 6,3                                                        | —                                                          |
| Antal giltiga röster                                       | Antal giltiga röster                                       | 410                                                        |                                                            |                                                            |
| Kasserade röster                                           | Kasserade röster                                           | 2                                                          |                                                            |                                                            |
| Totalt                                                     | Totalt                                                     | 412                                                        |                                                            |                                                            |

Valdeltagandet var 43,5%.

### 1899
| Andrakammarvalet i Sverige 1899: Listers domsagas valkrets | Andrakammarvalet i Sverige 1899: Listers domsagas valkrets | Andrakammarvalet i Sverige 1899: Listers domsagas valkrets | Andrakammarvalet i Sverige 1899: Listers domsagas valkrets | Andrakammarvalet i Sverige 1899: Listers domsagas valkrets |
| Kandidat                                                   | Kandidat                                                   | Röster                                                     | Röster                                                     | Röster                                                     |
| Kandidat                                                   | Kandidat                                                   | Antal                                                      | %                                                          | +− %                                                       |
| ---------------------------------------------------------- | ---------------------------------------------------------- | ---------------------------------------------------------- | ---------------------------------------------------------- | ---------------------------------------------------------- |
|                                                            | Nils Jönsson                                               | 293                                                        | 89,6                                                       | ▲7,9                                                       |
|                                                            | Närmaste kandidat                                          | 12                                                         | 3,7                                                        |                                                            |
|                                                            | Övriga kandidater                                          | 22                                                         | 6,7                                                        | —                                                          |
| Antal giltiga röster                                       | Antal giltiga röster                                       | 327                                                        |                                                            |                                                            |
| Kasserade röster                                           | Kasserade röster                                           | 4                                                          |                                                            |                                                            |
| Totalt                                                     | Totalt                                                     | 331                                                        |                                                            |                                                            |

Valet ägde rum den 10 september 1899. Valdeltagandet var 35,9%.

### 1902
| Andrakammarvalet i Sverige 1902: Listers domsagas valkrets | Andrakammarvalet i Sverige 1902: Listers domsagas valkrets | Andrakammarvalet i Sverige 1902: Listers domsagas valkrets | Andrakammarvalet i Sverige 1902: Listers domsagas valkrets | Andrakammarvalet i Sverige 1902: Listers domsagas valkrets |
| Kandidat                                                   | Kandidat                                                   | Röster                                                     | Röster                                                     | Röster                                                     |
| Kandidat                                                   | Kandidat                                                   | Antal                                                      | %                                                          | +− %                                                       |
| ---------------------------------------------------------- | ---------------------------------------------------------- | ---------------------------------------------------------- | ---------------------------------------------------------- | ---------------------------------------------------------- |
|                                                            | Nils Jönsson                                               | 366                                                        | 55,8                                                       | ▼33,8                                                      |
|                                                            | J. Ingmansson i Stensnäs                                   | 275                                                        | 41,9                                                       |                                                            |
|                                                            | Övriga kandidater                                          | 15                                                         | 2,3                                                        | —                                                          |
| Antal giltiga röster                                       | Antal giltiga röster                                       | 656                                                        |                                                            |                                                            |
| Kasserade röster                                           | Kasserade röster                                           | 4                                                          |                                                            |                                                            |
| Totalt                                                     | Totalt                                                     | 660                                                        |                                                            |                                                            |

Valet ägde rum den 12 september 1902. Valdeltagandet var 54,6%.

### 1905
| Andrakammarvalet i Sverige 1905: Listers domsagas valkrets | Andrakammarvalet i Sverige 1905: Listers domsagas valkrets | Andrakammarvalet i Sverige 1905: Listers domsagas valkrets | Andrakammarvalet i Sverige 1905: Listers domsagas valkrets | Andrakammarvalet i Sverige 1905: Listers domsagas valkrets |
| Kandidat                                                   | Kandidat                                                   | Röster                                                     | Röster                                                     | Röster                                                     |
| Kandidat                                                   | Kandidat                                                   | Antal                                                      | %                                                          | +− %                                                       |
| ---------------------------------------------------------- | ---------------------------------------------------------- | ---------------------------------------------------------- | ---------------------------------------------------------- | ---------------------------------------------------------- |
|                                                            | Nils Jönsson                                               | 633                                                        | 55,8                                                       | ▬                                                          |
|                                                            | J. Ingmansson i Stensnäs                                   | 499                                                        | 44,0                                                       | ▲2,1                                                       |
|                                                            | Övriga kandidater                                          | 3                                                          | 0,2                                                        | —                                                          |
| Antal giltiga röster                                       | Antal giltiga röster                                       | 1 135                                                      |                                                            |                                                            |
| Kasserade röster                                           | Kasserade röster                                           | 11                                                         |                                                            |                                                            |
| Totalt                                                     | Totalt                                                     | 1 136                                                      |                                                            |                                                            |

Valet ägde rum den 14 september 1905. Valdeltagandet var 79,6%.

### 1908
| Andrakammarvalet i Sverige 1908: Listers domsagas valkrets | Andrakammarvalet i Sverige 1908: Listers domsagas valkrets | Andrakammarvalet i Sverige 1908: Listers domsagas valkrets | Andrakammarvalet i Sverige 1908: Listers domsagas valkrets | Andrakammarvalet i Sverige 1908: Listers domsagas valkrets |
| Kandidat                                                   | Kandidat                                                   | Röster                                                     | Röster                                                     | Röster                                                     |
| Kandidat                                                   | Kandidat                                                   | Antal                                                      | %                                                          | +− %                                                       |
| ---------------------------------------------------------- | ---------------------------------------------------------- | ---------------------------------------------------------- | ---------------------------------------------------------- | ---------------------------------------------------------- |
|                                                            | John Jönsson                                               | 636                                                        | 56,3                                                       |                                                            |
|                                                            | Fredrik Rappe (frisinnad)                                  | 487                                                        | 43,1                                                       |                                                            |
|                                                            | Övriga kandidater                                          | 7                                                          | 0,6                                                        | —                                                          |
| Antal giltiga röster                                       | Antal giltiga röster                                       | 1 130                                                      |                                                            |                                                            |
| Kasserade röster                                           | Kasserade röster                                           | 13                                                         |                                                            |                                                            |
| Totalt                                                     | Totalt                                                     | 1 143                                                      |                                                            |                                                            |

Valet ägde rum den 6 september 1908. Valdeltagandet var 76,6%.